# والتر براتين
واتر هاوزر براتين (بالإنجليزية: Walter Houser Brattain)‏ هو عالم فيزياء أمريكي حصل عام 1956 على جائزة نوبل للفيزياء بالاشتراك مع جون باردين ووليام شوكلي. وكانت حيازتهم على الجائزة من أجل اختراعهم الترانزيستور.
ولد والتر براتين في 10 فبراير 1902 وتوفي 13 أكتوبر 1987. وبدل جهدا كبيرا في دراسة الحالة السطحية للمواد.

## بداية حياته وتعليمه
ولد براتين في أموي في الصين في 10 من فبراير عام 1902 لأبيه روس ر.براتين وأمه أوتيلي وقضى بداية حياته في سبرينجفيلد وتوناسكت في واشنطن. تربى في توناسكت في واشنطن في مزرعة الماشية التي يملكها والداه، وحصل على درجة البكالوريوس في الفيزياء والرياضيات في كلية ويتمان في والا والا، واشنطن عام 1924. ثم حصل على درجة الماجستير من جامعة أوريجون عام 1926. ثم انتقل شرقا ليحصل على درجة الدكتوراه في الفيزياء في جامعة مينيسوتا عام 1929. وكانت أطروحته في الدكتوراه عن أثر الإلكترون في بخار الزئبق. في عامي 1928 و 1929 اشتغل براتين في المكتب الوطني للمعايير في واشنطن العاصمة. ثم عين في مختبرات بل في عام 1929.
كانت اهتمامات براتين في السنوات ما قبل الحرب العالمية الثانية تتمحور أولاً حول الفيزياء السطحية للتنجستين، ثم اهتم بدراسة أسطح أكسيد النحاس والسيلكون (وهما من اشباه الموصلات).أثناء الحرب العالمية الثانية خصص براتين وقته لتطوير طرق الكشف عن الغواصات بموجب عقد مع المجلس الوطني للبحوث والدفاع في جامعة كولومبيا.

## حياته المهنية في الفيزياء
بعد الحرب العالمية الثانية، عاد براتين إلى مختبرات بل وسرعان ما التحق بشعبة أشباه الموصلات في قسم الحالة الصلبة الملحق حديثا بالمختبرات. ويليام شوكلي كان مديرا للشعبة آنذاك، وكان قد بدأ بحثا عاما يستهدف إنتاج مكبرا عمليا للصوت في الحالة الصلبة.
بلورات أشباه الموصلات النقية (مثل الجرمانيوم أو السيليكون) موصلات سيئة جدا في درجات الحرارة المحيطة، لأن الطاقة التي يجب أن يحصل عليها الإلكترون من أجل احتلال مستوى طاقة التوصيل أكبر بكثير من الطاقة الحرارية المتاحة للإلكترون في البلورات من هذا القبيل. تسخين شبه الموصل بإمكانه إثارة الإلكترونات لإيصالها إلى مستوى طاقة التوصيل، لكن إضافة شوائب إلى البلورة أكثر فعالية لزيادة التوصيل.
البلورة يمكن أن تُطَعم بكمية صغيرة من عنصر لديه إلكترونات أكثر من شبه الموصل، وهذه الإلكترونات الزائدة تكون حرة الحركة خلال البلورة وفي هذه الحالة تصبح البلورة من النوع السالب.
من الممكن أيضا تطعيم البلورة بعنصر لديه الكترونات أقل من شبه الموصل، هذا الإجراء سوف ينتج عنه فراغات للإلكترونات داخل البلورة أو ما يسمى بالفجوات، وهذه الفجوات تكون حرة الحركة كأنها إلكترونات موجبة الشحنة، وفي هذه الحالة تصبح البلورة من النوع الموجب. من الملاحظ أن سرعة انتقال الإلكترونات أكبر من سرعة انتقال الفجوات داخل البلورة.
من الممكن تغيير مستوى نطاق التوصيل عند سطح شبه الموصل، والذي سوف يؤثر بالزيادة أو النقصان على توصيلية البلورة. هذه الخواص الفيزيائية الفريدة التي تتميز بها أشباه الموصلات أدت إلى اختراع ما يسمى بمصحح التيار الكهربائي عن طريق استخدام وصلات مكونة من بلورة من أحد نوعي أشباه الموصلات- موجب أو سالب- مع معدن، أو موكنة من النوعين الموجب والسالب (فكرة عمل الدايود). مصحح التيار الكهربائي يسمح بمرور التيار في أحد الاتجاهات حيث يتصرف كمقاومة صغيرة بينما يمنع مرور التيار في الاتجاه المعاكس حيث يتصرف كمقاومة كبيرة للغاية.
كانت الوصلة الثنائية (الدايود) معروفة في العالم بعد نهاية الحرب العالمية الثانية، بينما أراد شوكلي أن ينتج جهازا جديدا يتمتع بخاصية المقاومة المتغيرة -ليس كالوصلة الثنائية إما صغيرة المقاومة أو عالية المقاومة حسب اتجاه مرور التيار- ومن ثم يمكن استخدامه كمكبر (فكرة عمل الترانزستور). اقترح شوكلي تصميما يتم فيه تطبيق مجال كهربائي عبر شريحة رقيقة من أحد أشباه الوصلات. ولكن التوصيلية تغيرت بجزء ضئيل مما كان متوقعا عند تطبيق المجال الكهربائي، وقد فسر جون باردين (عضو آخر في شعبة شوكلي) ذلك بأنه كان نتيجة وجود مستويات للطاقة للإلكترونات عند سطح شبه الموصل.

## الحياة الشخصية
كان براتين مقيما في نيو جيرسي، ثم انتقل إلى سياتل في واشنطن عام 1970 حيث عاش هناك حتى وفاته في 13 أكتوبر عام 1987.

## روابط خارجية
- والتر براتين على موقع الموسوعة البريطانية (الإنجليزية)
- والتر براتين على موقع مونزينجر (الألمانية)
- والتر براتين على موقع ميوزك برينز (الإنجليزية)
- والتر براتين على موقع إن إن دي بي (الإنجليزية)